# 교와정 (아키타현)
교와정(協和町)은 아키타현 중앙부 센보쿠군에 위치했던 정이다.
2005년에 주변의 시정촌과 합병해 다이센시가 되었다. 합병 후에는 다이센시 교와라는 지명이 남아 있다.
폐지까지 사용되고 있던 정장은 공교롭게도 유럽 통화·유로와 흡사했다.

## 역사
- 1955년 3월 30일 - 아라카와촌, 요도카와촌, 미네요시카와촌, 가와베군 후나오카촌과 합병해 교와촌이 성립하였다.
- 1969년 4월 1일 - 정으로 승격하였다.
- 2005년 3월 22일 - 오마가리시를 중심으로 주변 시정촌과 합병해 다이센시가 되었다.

## 교통

### 철도
- 동일본 여객철도
  - 오우 본선

### 도로
- 아키타 자동차도
- 국도 13호선
- 국도 46호선
- 국도 341호선